# Franciszek Mientki
Franciszek Mientki (ur. 22 października 1913 w Bydgoszczy, zm. 20 maja 1982 w Cielądzu) – polski kapłan, misjonarz Zgromadzenia Misjonarzy Ducha Świętego, kapelan Polskich Sił Zbrojnych i podpułkownik Wojska Polskiego.

## Życiorys
Po ukończeniu bydgoskiego gimnazjum u księży Misjonarzy Ducha Św. skierowany został na studia filozoficzne do Francji. Ukończył je w 1936, a następnie do 1939 studiował teologię na uniwersytecie we Fryburgu, gdzie 22 lipca 1939 uzyskał święcenia kapłańskie. Wybuch II wojny światowej zastał go we Francji, gdzie w przerwie wakacyjnej pracował w ośrodkach polonijnych.
Od 22 października 1939 ks. F. Mientki przebywał w polskim obozie wojskowym w Camp de Coëtquidan, będąc początkowo szeregowcem w kompanii sanitarnej pułku szkolnego. Od lutego 1940 duszpasterz Centrum Wyszkolenia Sanitarnego i Weterynaryjnego w Combourg. Następnie otrzymał nominację na duszpasterza 7 Pułku Piechoty, stacjonującego w Guer. Po upadku Francji wraz z oddziałami 7 pp dotarł do Wlk. Brytanii. W lipcu 1940 otrzymał nominację na duszpasterza 7 Batalionu Kadrowego Strzelców 3 Brygady Kadrowej Strzelców, stacjonującej w Moffat w Szkocji (7 Batalion stacjonował nad zatoką Firth of Forth, w Newbourgh). Był kapelanem czasu wojny. W lutym 1942 został przeniesiony z I Oficerskiego Baonu Szkolnego do Dywizjonu Rozpoznawczego Korpusu. W grudniu 1942 otrzymał nominację na szefa duszpasterstwa 1 Samodzielnej Brygady Spadochronowej. Uczestnik walk o Arnheim i Driel w dniach 17-26 września 1944. Po walkach w Holandii przerzucony do rejonu Ravenstein nad Mozą, gdzie razem z żołnierzami Brygady brał udział w organizacji obrony prowizorycznego lotniska. Po zakończeniu działań wojennych służył w oddziałach okupacyjnych w rejonie Bersenbrück w Niemczech. Pozostawał tam do chwili demobilizacji w dniu 15 stycznia 1947.
Po zwolnieniu ze służby wojskowej ks. F. Mientki wrócił do Fryburga celem dokończenia studiów. W marcu 1948 uzyskał magisterium z teologii dogmatycznej. W tym samym roku powrócił do Polski i włączył się do prac swojego zgromadzenia zakonnego. W dniu 27 listopada 1949 został aresztowany przez funkcjonariuszy Urzędu Bezpieczeństwa, a następnie skazany na 12 lat więzienia. Przebywał w więzieniach w Rawiczu i Wronkach. W grudniu 1956 na mocy amnestii został zrehabilitowany i zwolniony. W latach 60. i 70. XX wieku awansował kolejno na stopień majora i podpułkownika.
W swoim zgromadzeniu zakonnym pełnił funkcje przełożonego domu zakonnego, wykładowcy filozofii i teologii, lektora języków francuskiego i angielskiego m.in. w wyższym seminarium duchownym w Poznaniu. W latach 1970–1973 był prowincjałem duchaczy w Polsce. Od 1974 rezydent w domu w Cielądzu koło Rawy Mazowieckiej. Po śmierci pochowany na miejscowym cmentarzu.

## Ordery i odznaczenia
- Krzyż Walecznych po raz pierwszy[4]
- Bojowy Znak Spadochronowy[5]